# Neurergus
Neurergus é um género de salamandra da família Salamandridae.

## Espécies
- Neurergus crocatus Cope, 1862
- Neurergus kaiseri Schmidt, 1952
- Neurergus microspilotus (Nesterov, 1916)
- Neurergus strauchii (Steindachner, 1887)